# Mijat Gaćinović
Mijat Gaćinović (en serbe en écriture cyrillique : Мијат Гаћиновић), né le 8 février 1995 à Novi Sad en Yougoslavie (auj. en Serbie) est un footballeur international serbe évoluant au poste de milieu de terrain à l'AEK Athènes.

## Biographie
Gacinovic est issu d'une famille serbe mais dispose aussi de la nationalité bosnienne. Sa famille a subi la purification ethnique en Bosnie ; elle a été chassée par les Bosniaques lors de la Guerre de Yougoslavie, ils ont trouvé refuge en Serbie.

### En club
Il est transféré en Bundesliga à l'Eintracht Francfort pour la saison 2015-2016 avec un contrat de quatre ans. Il débute en championnat le 28 novembre 2015 contre Mayence. Il se révèle lors des barrages face au FC Nuremberg en étant décisif au match aller où il égalise (son premier but en Allemagne) et au match retour où il donne la balle de but à Haris Seferović permettant à son club de se maintenir dans l'élite.

### En équipe nationale

#### Avec la Bosnie-Herzégovine
Il joue quatre matches avec l'équipe de Bosnie-Herzégovine des moins de 17 ans de football avant de décider de jouer pour les équipes de jeunes de Serbie où il joue dans différentes classes d'âge.
Il est capitaine de la sélection serbe victorieuse lors de la Coupe du monde de football des moins de 20 ans en 2015 victorieux du Brésil en finale. Avant cela il a été champion d'Europe des moins de 19 en battant la France en finale en 2013.

#### Avec la Serbie
Il est retenu dans la liste des 26 joueurs serbes du sélectionneur Dragan Stojković pour participer à l'Euro 2024.

## Palmarès
- Vainqueur de la Coupe de Serbie en 2014 avec le FK Vojvodina Novi Sad
- Vainqueur de la coupe d'Allemagne en 2018 avec le Eintracht Francfort.
- Vainqueur de la Coupe de Grèce en 2022 avec le Panathinaïkós.

- Vainqueur de la Coupe du monde des moins de 20 ans en 2015
- Vainqueur du championnat d'Europe des moins de 19 ans 2013 avec l'équipe de Serbie des moins de 19 ans